# Шоьл тавысы
Шоьл тавысы (с ног. — «Голос степи») — общественно-политическая газета на ногайском языке, издающаяся в Дагестане.

## Описание
Выходит 1 раз в неделю на 8 полосах. Редакция находится в селе Терекли-Мектеб, центре Ногайского (ранее — Караногайского) района Дагестана. Включает два отдела — отдел общественно-политической жизни и экономики и отдел культуры, быта и социальной жизни.

## История
Первый номер газеты вышел 10 ноября 1931 года под названием «Кызыл байрак» (с ног. — «Красное знамя»). Перед газетой ставились задачи коммунистической пропаганды и ликвидации безграмотности. Первое время газету выпускали работники Караногайского районного комитета ВКП (б), а первым редактором газеты 15 ноября 1934 года был назначен инструктор райкома партии А.-М. Аджибаев. Изначально печаталась на латинизированном алфавите, а с 1938 года — на кириллице.
В 1966 году газета была переименована в «Шоьллик маягы» («Степной маяк»), а в 1991 году — в «Шоьл тавысы» («Голос степи»). В 1996 году газета получила республиканский статус, её учредителями стали Народное собрание Дагестана и правительство Дагестана (с 2015 года — только правительство Дагестана).

## Главные редакторы
Ранее газету возглавляли К. Муллаев, Д. Курмиев, Абледий Алимов, Б. Аджигельдиев, М. Отаров, О. Мурзалиев, К. Кокоев, К. Оразбаев, А. Юсупов, Али Алимов, С. Рахмедов, К. Юмартов, Д. Адисов и М. Авезов.
В 1993—2015 годах главным редактором был М. Я. Кожаев, а с 2015 года эту должность занимает Э. Ю. Кожаева.